# 10:2-Fluortelomermethacrylat
10:2-Fluortelomermethacrylat ist eine chemische Verbindung aus der Gruppe der Acrylate und per- und polyfluorierten Alkylverbindungen (PFAS).

## Vorkommen
10:2-Fluortelomermethacrylat war einer der Schadstoffe, die in den Großen Seen gefunden wurden. Fluortelomermethacrylate (8:2-FTMAC und 10:2-FTMAc) und 8:2-FTS wurden in Kosmetika, Sonnencremes, Zahnseide oder Körperlotionen und in der Umwelt gefunden.

## Eigenschaften
10:2-Fluortelomermethacrylat ist ein weißer Feststoff mit einem Geruch nach Acryl, der praktisch unlöslich in Wasser ist.

## Regulierung
Da 10:2-Fluortelomermethacrylat eine Perfluorheptylgruppe enthält und damit die Definition eines Perfluoroctansäure-Vorläufers laut Stockholmer Übereinkommen sowie EU-POP-Verordnung erfüllt, unterliegt der Stoff einem weitreichenden Verbot. Zudem fällt er auch unter die Beschränkung von Perfluorcarbonsäuren der Kettenlängen C9–C14, ihrer Salze und Vorläuferverbindungen in der REACH-Verordnung.